# Коровин, Виктор Иванович
Коровин Виктор Иванович (31 декабря 1936, Ленинград — 6 июля 1991, Ленинград) — советский живописец, член Ленинградского Союза художников.

## Биография
Виктор Иванович Коровин родился 31 декабря 1936 года в Ленинграде в рабочей семье. В 1945—1955 годах учился в средней школе № 30. Окончив восемь классов, поступил в 1955 году в Ленинградское художественно-педагогическое училище, обучение в котором завершил в 1960 году. В 1960—1963 годах преподавал черчение в школе рабочей молодёжи № 75. В 1963—1965 годах перешёл на творческую работу. По путёвкам ЦК ВЛКСМ и ленинградского Обкома ВЛКСМ совершил поездки на Север Тюменской области, в Кириши, а также работал на творческой даче художников им. Д. Кардовского в Переславле-Залесском и в Старой Ладоге.
С 1963 года участвовал в выставках, экспонируя свои работы вместе с произведениями ведущих мастеров изобразительного искусства Ленинграда. Писал пейзажи, жанровые композиции, портреты, натюрморты. В 1965 году был принят кандидатом в члены Ленинградского Союза художников. В 1967 переведён из кандидатов в члены Союза художников. Среди произведений, созданных В. Коровиным, картины «Весенний сквер», «Ледоход» (обе 1963), «Мойка», «Весенняя дорога» (обе 1965), «Солнечная дорога», «На полюс», «Ночь в Заполярье» (все 1966), «В Клайпеде», «Весной», «Вечер в Крепости» (все 1967), «Осень» (1968), «У стен монастыря», «Старая деревня», «Утро», «Осень на реке Мойке» (все 1969), «Дождь» (1970), «Шестая линия Васильевского острова», «На Неве» (обе 1972), «Невский проспект у Гостиного двора», «Павловский парк», «Весна в Петропавловске» (все 1975), «Ленинград. Поздняя осень», «Стрельна. У пруда», «Ленинград. Проспект Максима Горького» (все 1977), «Дождливый день», «В Павловском парке», «Весенний день» (все 1980) и другие.
Скончался 6 июля 1991 года в Ленинграде в результате несчастного случая на 55-м году жизни. 
Произведения В. И. Коровина находятся в музеях и частных собраниях в России и за рубежом.

## Выставки
- 1965 год (Ленинград): Весенняя выставка произведений ленинградских художников.
- 1967 год (Москва): Советская Россия. Третья Республиканская художественная выставка.
- 1968 год (Ленинград): Осенняя выставка произведений ленинградских художников.
- 1969 год (Ленинград): Весенняя выставка произведений ленинградских художников.
- 1972 год (Ленинград): По Родной стране. Выставка произведений ленинградских художников.
- 1975 год (Ленинград): Наш современник. Зональная выставка произведений ленинградских художников.
- 1976 год (Москва): Изобразительное искусство Ленинграда.
- 1977 год (Ленинград): Выставка произведений ленинградских художников, посвящённая 60-летию Великого Октября.
- 1980 год (Ленинград): Зональная выставка произведений ленинградских художников.
- Февраль 1991 года (Париж): Выставка «Русские художники».
- Февраль 1993 года (Брюссель): Выставка «Русские художники».
- 1997 год (Санкт-Петербург): Связь времён. 1932—1997. Художники — члены Санкт-Петербургского Союза художников России.